# Liste des îles du Nigeria
Voici une liste des îles du Nigeria :
- Abagbo Island
- Île d'Andoni
- Banana Island (en)
- Bonny Island (en)
- Brass Island (en)
- Ebute-Oko Island
- Eko Atlantic
- Gberefu Island (en)
- Iddo Island
- Ikoyi
- Nsutana
- Parrot Island
- Île Lagos
- Ogogoro island
- Snake Island
- Takwa bay island
- Tincan Island
- Victoria Island